# إليزابيث أولين
إليزابيث أولين (بالسويدية: Elisabeth Olin) هي مغنية وملحنة ومغنية أوبرا وممثلة سويدية، ولدت في 23 ديسمبر 1740 في Katarina Parish ‏ في السويد، وتوفيت في 26 مارس 1828 في أبرشية الكنيسة العظيمة ‏ في السويد.

## وصلات خارجية
- إليزابيث أولين على موقع ميوزك برينز (الإنجليزية)
- إليزابيث أولين على موقع أول ميوزيك (الإنجليزية)